# THRB
THRB (англ. Thyroid hormone receptor beta) – білок, який кодується однойменним геном, розташованим у людей на короткому плечі 3-ї хромосоми.  Довжина поліпептидного ланцюга білка становить 461 амінокислот, а молекулярна маса — 52 788.
| 10         |  | 20         |  | 30         |  | 40         |  | 50         |
| ---------- |  | ---------- |  | ---------- |  | ---------- |  | ---------- |
| MTPNSMTENG |  | LTAWDKPKHC |  | PDREHDWKLV |  | GMSEACLHRK |  | SHSERRSTLK |
| NEQSSPHLIQ |  | TTWTSSIFHL |  | DHDDVNDQSV |  | SSAQTFQTEE |  | KKCKGYIPSY |
| LDKDELCVVC |  | GDKATGYHYR |  | CITCEGCKGF |  | FRRTIQKNLH |  | PSYSCKYEGK |
| CVIDKVTRNQ |  | CQECRFKKCI |  | YVGMATDLVL |  | DDSKRLAKRK |  | LIEENREKRR |
| REELQKSIGH |  | KPEPTDEEWE |  | LIKTVTEAHV |  | ATNAQGSHWK |  | QKRKFLPEDI |
| GQAPIVNAPE |  | GGKVDLEAFS |  | HFTKIITPAI |  | TRVVDFAKKL |  | PMFCELPCED |
| QIILLKGCCM |  | EIMSLRAAVR |  | YDPESETLTL |  | NGEMAVTRGQ |  | LKNGGLGVVS |
| DAIFDLGMSL |  | SSFNLDDTEV |  | ALLQAVLLMS |  | SDRPGLACVE |  | RIEKYQDSFL |
| LAFEHYINYR |  | KHHVTHFWPK |  | LLMKVTDLRM |  | IGACHASRFL |  | HMKVECPTEL |
| FPPLFLEVFE |  | D          |  |            |  |            |  |            |

A: Аланін

C: Цистеїн

D: Аспарагінова кислота

E: Глутамінова кислота

F: Фенілаланін

G: Гліцин

H: Гістидин

I: Ізолейцин

K: Лізин

L: Лейцин

M: Метіонін

N: Аспарагін

P: Пролін

Q: Глутамін

R: Аргінін

S: Серин

T: Треонін

V: Валін

W: Триптофан

Кодований геном білок за функцією належить до рецепторів. 
Задіяний у таких біологічних процесах як транскрипція, регуляція транскрипції, поліморфізм, альтернативний сплайсинг. 
Білок має сайт для зв'язування з іонами металів, іоном цинку, ДНК. 
Локалізований у ядрі.